# Gewichtheffen op de Olympische Zomerspelen 1992
Gewichtheffen is een van de sporten die beoefend werden tijdens de Olympische Zomerspelen 1992 in Barcelona.

## Heren

### vlieggewicht (tot 52 kg)
| rang   | sporter(s)       | land | trekken  | stoten   | totaal   |
| ------ | ---------------- | ---- | -------- | -------- | -------- |
| Goud   | Ivan Ivanov      | BUL  | 115.0 kg | 150.0 kg | 265.0 kg |
| Zilver | Lin Qisheng      | CHN  | 115.0 kg | 147.5 kg | 262.5 kg |
| Brons  | Traian Cihărean  | ROU  | 112.5 kg | 140.0 kg | 252.5 kg |
| 4      | Ko Kwang-ku      | KOR  | 112.5 kg | 140.0 kg | 252.5 kg |
| 5      | Halil Mutlu      | TUR  | 112.5 kg | 135.0 kg | 247.5 kg |
| 6      | Gil Nam Su       | PRK  | 100.0 kg | 135.0 kg | 235.0 kg |
| 7      | Humberto Fuentes | VEN  | 100.0 kg | 130.0 kg | 230.0 kg |
| 8      | José Ibáñez      | ESP  | 100.0 kg | 127.5 kg | 227.5 kg |

### bantamgewicht (tot 56 kg)
| rang   | sporter(s)          | land | trekken  | stoten   | totaal   |
| ------ | ------------------- | ---- | -------- | -------- | -------- |
| Goud   | Chun Byung-kwan     | KOR  | 132.5 kg | 155.0 kg | 287.5 kg |
| Zilver | Liu Shoubin         | CHN  | 130.0 kg | 147.5 kg | 277.5 kg |
| Brons  | Luo Jianming        | CHN  | 125.0 kg | 152.5 kg | 277.5 kg |
| 4      | Laurent Fombertasse | FRA  | 112.5 kg | 147.5 kg | 260.0 kg |
| 5      | Katsuhiko Sakuma    | JPN  | 120.0 kg | 135.0 kg | 255.0 kg |
| 6      | Tibor Karczag       | HUN  | 115.0 kg | 140.0 kg | 255.0 kg |
| 7      | Kim Yong Chol       | PRK  | 110.0 kg | 145.0 kg | 255.0 kg |
| 8      | Marek Gorzelniak    | POL  | 115.0 kg | 140.0 kg | 255.0 kg |

### vedergewicht (tot 60 kg)
| rang   | sporter(s)        | land | trekken  | stoten   | totaal   |
| ------ | ----------------- | ---- | -------- | -------- | -------- |
| Goud   | Naim Süleymanoğlu | TUR  | 142.5 kg | 177.5 kg | 320.0 kg |
| Zilver | Nikolai Pesjalov  | BUL  | 137.5 kg | 167.5 kg | 305.0 kg |
| Brons  | He Yingqiang      | CHN  | 130.0 kg | 165.0 kg | 295.0 kg |
| 4      | Neno Terziiski    | BUL  | 130.0 kg | 165.0 kg | 295.0 kg |
| 5      | Valerios Leonidis | GRE  | 132.5 kg | 162.5 kg | 295.0 kg |
| 6      | Ro Hyon Il        | PRK  | 127.5 kg | 160.0 kg | 287.5 kg |
| 7      | Attila Czanka     | HUN  | 127.5 kg | 157.5 kg | 285.0 kg |
| 8      | Li Jae Son        | PRK  | 130.0 kg | 150.0 kg | 280.0 kg |

### lichtgewicht (tot 67.5 kg)
| rang   | sporter(s)            | land | trekken  | stoten   | totaal   |
| ------ | --------------------- | ---- | -------- | -------- | -------- |
| Goud   | Israel Militosjan     | EUN  | 155.0 kg | 182.5 kg | 337.5 kg |
| Zilver | Joto Jotov            | BUL  | 150.0 kg | 177.5 kg | 327.5 kg |
| Brons  | Andreas Behm          | GER  | 145.0 kg | 175.0 kg | 320.0 kg |
| 4      | Abdelmanaane Yahiaoui | ALG  | 140.0 kg | 175.0 kg | 315.0 kg |
| 5      | Jouni Grönman         | FIN  | 135.0 kg | 170.0 kg | 305.0 kg |
| 6      | Eyne Acevedo Tabares  | COL  | 130.0 kg | 170.0 kg | 300.0 kg |
| 7      | Im Sang Ho            | PRK  | 135.0 kg | 165.0 kg | 300.0 kg |
| 8      | Timothy McRae         | USA  | 135.0 kg | 162.5 kg | 297.5 kg |

### middengewicht (tot 75 kg)
| rang   | sporter(s)           | land | trekken  | stoten   | totaal   |
| ------ | -------------------- | ---- | -------- | -------- | -------- |
| Goud   | Fjodor Kassapu       | EUN  | 155.0 kg | 202.5 kg | 357.5 kg |
| Zilver | Pablo Lara Rodríguez | CUB  | 155.0 kg | 202.5 kg | 357.5 kg |
| Brons  | Kim Myong Nam        | PRK  | 162.5 kg | 190.0 kg | 352.5 kg |
| 4      | Andrzej Kozłowski    | POL  | 160.0 kg | 192.5 kg | 352.5 kg |
| 5      | Ingo Steinhöfel      | GER  | 155.0 kg | 192.5 kg | 347.5 kg |
| 6      | Raúl Mora Licea      | CUB  | 150.0 kg | 195.0 kg | 345.0 kg |
| 7      | Włodzimierz Chlebosz | POL  | 155.0 kg | 185.0 kg | 340.0 kg |
| 8      | Lu Gang              | CHN  | 150.0 kg | 185.0 kg | 335.0 kg |

### lichtzwaargewicht (tot 82.5 kg)
| rang   | sporter(s)         | land | trekken  | stoten   | totaal   |
| ------ | ------------------ | ---- | -------- | -------- | -------- |
| Goud   | Pyrros Dimas       | GRE  | 167.5 kg | 202.5 kg | 370.0 kg |
| Zilver | Krzysztof Siemion  | POL  | 165.0 kg | 205.0 kg | 370.0 kg |
| Brons  | niet uitgereikt    |      |          |          |          |
| 4      | Chon Chol Ho       | PRK  | 165.0 kg | 200.0 kg | 365.0 kg |
| 5      | Plamen Bratoitsjev | BUL  | 167.5 kg | 197.5 kg | 365.0 kg |
| 6      | Lino Elias Ocaña   | CUB  | 160.0 kg | 205.0 kg | 365.0 kg |
| 7      | Marc Huster        | GER  | 160.0 kg | 202.5 kg | 362.5 kg |
| 8      | José Heredia Ledea | CUB  | 165.0 kg | 197.5 kg | 362.5 kg |

De bronzen medaille is niet uitgereikt; Ibragim Samadov ( EUN, 370.0 kg, 167.5+202.5 kg) wierp tijdens de medaille uitreiking zijn gewonnen bronzen medaille op de grond en verliet het podium. Hij deed dit uit protest tegen de tie-break regel, welke bepaald dat de lichtste deelnemer bij een gelijke prestatie de winnaar is.

### middenzwaargewicht (tot 90 kg)
| rang   | sporter(s)            | land | trekken  | stoten   | totaal   |
| ------ | --------------------- | ---- | -------- | -------- | -------- |
| Goud   | Kakhi Kakhiashvili    | EUN  | 177.5 kg | 235.0 kg | 412.5 kg |
| Zilver | Sergei Syrtsov        | EUN  | 190.0 kg | 222.5 kg | 412.5 kg |
| Brons  | Sergiusz Wołczaniecki | POL  | 172.5 kg | 220.0 kg | 392.5 kg |
| 4      | Kim Byung-chan        | KOR  | 170.0 kg | 210.0 kg | 380.0 kg |
| 5      | Ivan Tsjakarov        | BUL  | 170.0 kg | 207.5 kg | 377.5 kg |
| 6      | Emilio Lara Rodríguez | CUB  | 165.0 kg | 210.0 kg | 375.0 kg |
| 7      | Peter May             | GBR  | 160.0 kg | 195.0 kg | 355.0 kg |
| 8      | Harvey Goodman        | AUS  | 157.5 kg | 192.5 kg | 350.0 kg |

### zwaargewicht I (tot 100 kg)
| rang   | sporter(s)           | land | trekken  | stoten   | totaal   |
| ------ | -------------------- | ---- | -------- | -------- | -------- |
| Goud   | Viktor Tregoebov     | EUN  | 190.0 kg | 220.0 kg | 410.0 kg |
| Zilver | Timoer Taimazov      | EUN  | 185.0 kg | 217.5 kg | 402.5 kg |
| Brons  | Waldemar Malak       | POL  | 185.0 kg | 215.0 kg | 400.0 kg |
| 4      | Francis Tournefier   | FRA  | 170.0 kg | 217.5 kg | 387.5 kg |
| 5      | Petar Stefanov       | BUL  | 170.0 kg | 210.0 kg | 380.0 kg |
| 6      | Andrei Danisov       | ISR  | 175.0 kg | 202.5 kg | 377.5 kg |
| 7      | Udo Guse             | GER  | 167.5 kg | 210.0 kg | 377.5 kg |
| 8      | Yoshimitsu Nishimoto | JPN  | 165.0 kg | 207.5 kg | 372.5 kg |

### zwaargewicht II (tot 110 kg)
| rang   | sporter(s)                   | land | trekken  | stoten   | totaal   |
| ------ | ---------------------------- | ---- | -------- | -------- | -------- |
| Goud   | Ronny Weller                 | GER  | 192.5 kg | 240.0 kg | 432.5 kg |
| Zilver | Artoer Akojev                | EUN  | 195.0 kg | 235.0 kg | 430.0 kg |
| Brons  | Stefan Botev                 | BUL  | 190.0 kg | 227.5 kg | 417.5 kg |
| 4      | Nicu Vlad                    | ROU  | 190.0 kg | 215.0 kg | 405.0 kg |
| 5      | Dariusz Osuch                | POL  | 175.0 kg | 222.5 kg | 397.5 kg |
| 6      | Frank Seipelt                | GER  | 170.0 kg | 220.0 kg | 390.0 kg |
| 7      | Flavio Villavicencia Cabrera | CUB  | 170.0 kg | 217.5 kg | 387.5 kg |
| 8      | Pavlos Saltsidis             | GRE  | 175.0 kg | 210.0 kg | 385.0 kg |

### superzwaargewicht (boven 110 kg)
| rang   | sporter(s)            | land | trekken  | stoten   | totaal   |
| ------ | --------------------- | ---- | -------- | -------- | -------- |
| Goud   | Aleksandr Koerlovitsj | EUN  | 205.0 kg | 245.0 kg | 450.0 kg |
| Zilver | Leonid Taranenko      | EUN  | 187.5 kg | 237.5 kg | 425.0 kg |
| Brons  | Manfred Nerlinger     | GER  | 180.0 kg | 232.5 kg | 412.5 kg |
| 4      | Ernesto Aguero Shell  | CUB  | 182.5 kg | 230.0 kg | 412.5 kg |
| 5      | Mitko Mitev           | BUL  | 180.0 kg | 220.0 kg | 400.0 kg |
| 6      | Jiří Zubrický         | TCH  | 170.0 kg | 222.5 kg | 392.5 kg |
| 7      | Erdinç Aslan          | TUR  | 170.0 kg | 220.0 kg | 390.0 kg |
| 8      | Mario Martinez        | USA  | 170.0 kg | 215.0 kg | 385.0 kg |

## Medaillespiegel
| rang   | land             | goud | zilver | brons | totaal |
| ------ | ---------------- | ---- | ------ | ----- | ------ |
| 1      | Gezamenlijk team | 5    | 4      | 0     | 9      |
| 2      | Bulgarije        | 1    | 2      | 1     | 4      |
| 3      | Duitsland        | 1    | 0      | 2     | 3      |
| 4      | Griekenland      | 1    | 0      | 0     | 1      |
| 4      | Turkije          | 1    | 0      | 0     | 1      |
| 4      | Zuid-Korea       | 1    | 0      | 0     | 1      |
| 7      | China            | 0    | 2      | 2     | 4      |
| 8      | Polen            | 0    | 1      | 2     | 3      |
| 9      | Cuba             | 0    | 1      | 0     | 1      |
| 10     | Noord-Korea      | 0    | 0      | 1     | 1      |
| 10     | Roemenië         | 0    | 0      | 1     | 1      |
| totaal | totaal           | 10   | 10     | 9     | 29     |

Athene 1896 · 
St. Louis 1904 · 
Antwerpen 1920 · 
Parijs 1924 · 
Amsterdam 1928 · 
Los Angeles 1932 · 
Berlijn 1936 · 
Londen 1948 · 
Helsinki 1952 · 
Melbourne 1956 · 
Rome 1960 · 
Tokio 1964 · 
Mexico-stad 1968 · 
München 1972 · 
Montréal 1976 · 
Moskou 1980 · 
Los Angeles 1984 · 
Seoel 1988 · 
Barcelona 1992 · 
Atlanta 1996 · 
Sydney 2000 · 
Athene 2004 · 
Peking 2008 · 
Londen 2012 · 
Rio de Janeiro 2016 · 
Tokio 2020 · 
Parijs 2024 · 
Los Angeles 2028 
Medaillewinnaars
Atletiek · Badminton · Basketbal · Boksen · Boogschieten · Gewichtheffen · Gymnastiek · Handbal · Hockey · Honkbal · Judo · Kanovaren · Moderne vijfkamp · Paardensport · Pelota (demonstratie) · Roeien · Rolhockey (demonstratie) · Schermen · Schietsport · Schoonspringen · Synchroonzwemmen · Taekwondo (demonstratie) · Tafeltennis · Tennis · Voetbal · Volleybal · Waterpolo · Wielersport · Worstelen · Zeilen · Zwemmen